# 베트남 공화국 해병사단
베트남 공화국 해병사단(베트남어: Sư đoàn Thủy quân Lục chiến Việt Nam Cộng hòa)은 1955년부터 1975년 4월 30일까지 존재했던 베트남 공화국 해군 소속의 육상 전투 사단이다.

## 부대
- 본부대대
- 상륙지원대대
- 통신대대
- 공병대대
- 의무대대
- 대전차중대
- 군사경찰중대
- 장거리수색순찰중대
- 제147해병여단
  - 제1해병대대대
  - 제4해병대대대
  - 제7해병대대대
  - 제1해병포병대대
- 제258해병여단
  - 제2해병대대대
  - 제5해병대대대
  - 제8해병대대대
  - 제2해병포병대대
- 제369해병여단
  - 제3해병대대대
  - 제6해병대대대
  - 제9해병대대대
  - 제3해병포병대대

베트남 공화국 해병사단의 조직 구조도

- 제468해병여단; 1974년 12월, 창설.
  - 제14해병대대대
  - 제16해병대대대
  - 제18해병대대대
  - 제4해병포병대대

## 같이 보기
- 베트남 공화국 해군
- 베트남 공화국 육군
- 베트남 전쟁